# Клавиша-модификатор
Клавиша-модификатор — клавиша на клавиатуре (компьютерной или иной другой), которая изменяет поведение других клавиш. Как правило, при нажатии на клавишу-модификатор не в сочетании с другой клавишей, не вводится никаких символов и не выполняется каких-либо команд, но это правило соблюдается не всегда.
Специалист по интерфейсам Джеф Раскин называет то состояние, когда прижата клавиша-модификатор, «псевдорежимом» — в отличие от настоящих переключений режимов.

## История

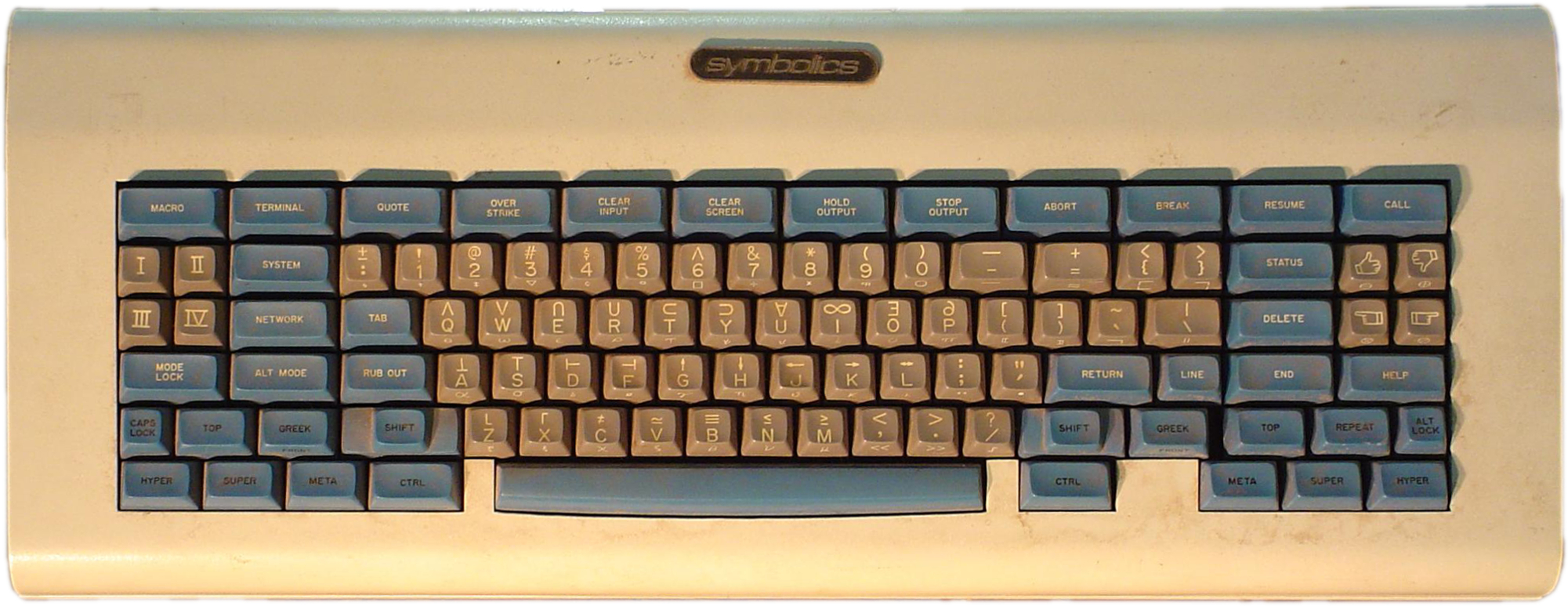
Клавиатура Symbolics LM-2 «space-cadet». Клавиши-модификаторы обозначены чёрными надписями на синем фоне

Пример клавиши-модификатора, появившейся до появления компьютеров в пишущих машинках — клавиша переключения регистра. Благодаря ей можно помещать по две литеры на молоточке — на буквенных клавишах размещают заглавную и строчную литеры, на цифровых — знаки препинания. Чтобы пропечатывать то одну литеру, то другую, каретка слегка сдвигалась вверх — отсюда название ⇧ Shift — «сдвиг».
Клавиша Ctrl (англ. control — управляющий) появилась с появлением видеотерминалов и предназначалась для ввода управляющих последовательностей.
В мини-, микрокомпьютерах и рабочих станциях 70—80-х могли использоваться различные клавиши-модификаторы как для подачи команд, так и для ввода специальных символов. Примечательна клавиатура лисп-машин MIT, известная как space-cadet: она содержала 7 клавиш-модификаторов: Top, Front, ⇧ Shift, Hyper, Super, Meta и Ctrl. Это было необходимо для ввода математических символов и греческих букв.

## На персональных компьютерах
| Название                                 | Дословно                  | Компьютер(ы) | Назначение | Самостоятельное нажатие                               |
| ---------------------------------------- | ------------------------- | --- | --- | ----------------------------------------------------- |
| Shift, Caps Shift, Рг                    | Сдвиг, регистр            | Практически все | Ввод прописных букв | Иногда — отключение Caps Lock                         |
| Ctrl, Упр                                | Управляющие символы       | Большинство | Ввод управляющих символов В современных ОС — комбинации горячих клавиш | Иногда — переключение языка, поиск курсора мыши       |
| Alt, Option, Доп                         | Доп. функции              | PC, Mac | Комбинации горячих клавиш; переход по подчёркнутой букве | Переход в меню (наряду с F10)                         |
| AltGr                                    | Альтернативное начертание | Отдельные ПК, рассчитанные под Европу (на современных ОС может быть или не быть, в зависимости от раскладки клавиатуры) | Ввод дополнительных символов европейских языков |                                                       |
| ⌘ Command                                | Команда                   | Mac | Комбинации горячих клавиш |                                                       |
| Symbol, Symbol Shift                     | Символ                    | ZX-Spectrum и др. компьютеры и телефоны с ограниченной клавиатурой                                                      | Ввод знаков препинания, специальных символов | На некоторых устройствах (Nokia Asha) — меню символов |
| Системная (Meta, Windows, Super, Amiga…) |                           | PC, Sun и др. компьютеры с графической ОС                                                                               | Функции оконного менеджера ОС | Стартовое меню ОС                                     |
| Fn                                       | Функция                   | Ноутбуки, миниатюрные и мультимедийные клавиатуры                                                                       | Две разных клавиши стандартной клавиатуры, либо клавиша и аппаратная (без скан-кода) функция компьютера |                                                       |
| Алф                                      | Алфавит                   | Некоторые домашние компьютеры 80-х                                                                                      | Переключение алфавита (русский/латинский) |                                                       |
| Graph, Граф                              | Графика                   | Некоторые домашние компьютеры 80-х                                                                                      | Ввод псевдографических символов |                                                       |
| Rept, Repeat, Повт                       | Повтор                    | Apple II, БК-0010, некоторые терминалы                                                                                  | Применяется на клавиатурах, не имеющих автоповтора нажатой клавиши. В обычном режиме код клавиши на этих клавиатурах посылался только один раз, при нажатии совместно с клавишей повтора — через определённые промежутки времени, пока клавиша удерживается. |                                                       |
| Фиксатор                                 |                           | Корвет и подобные | «Постоянное удерживание» клавиши-модификатора (аналог Caps Lock) |                                                       |

Программы, которые не работают с текстом, могут сделать самые обычные клавиши модификаторами. Поскольку обычные клавиши с большой скоростью передают в систему сообщения нажатия, такое решение можно применять либо в особых программах, которым не нужен ввод текста, либо в играх, которые общаются с клавиатурой на низком уровне. Например:
- Графический редактор Photoshop — в подобных программах много настроек инструмента, и ошибки режима часты (пользователь думал, что программа в одном режиме, а она в другом). Потому самые важные из режимов дублируются модификаторами, плюс модификатором объявлен пробел.
- Симулятор поезда ZDSimulator — из-за отсутствия стандартного API для поездных пультов. Каждая из позиций тумблеров и контроллеров (а у некоторых электровозов позиций контроллера 48 и более) программно «нажимает» на свою клавишу, и из-за нехватки клавиш модификатором объявлена ≣ Menu.
- Многие игры — из-за доступности клавиши (Another World, бежать = пробел) или ассоциации с каким-то словом (Unreal Tournament, управление напарниками = V, англ. voice = голос).

## На других устройствах
Клавиши-модификаторы широко применяются в цифровых фотоаппаратах. Например:
- Полунажатие спусковой кнопки в сочетании с другими кнопками фиксирует экспозицию или фокус (удобно для съёмки с проводкой).
- Поворот диска меняет экспозицию; нажатие кнопки «ISO» + поворот диска — чувствительность фотоаппарата.
- На компактных фотоаппаратах нажатие «MF» + поворот диска — ручная фокусировка.

Одни фотографы критикуют такое устройство, другие — с удовольствием пользуются клавишами.